# Campionati del mondo di ciclismo su pista 2024 - Scratch femminile
La gara di scratch femminile ai campionati del mondo di ciclismo su pista si è svolta il 16 ottobre 2024, su un percorso di 40 giri per un totale di 10 km. È stata vinta dall'olandese Lorena Wiebes che ha completato la prova in 12'02", alla media di 49,861 km/h.

## Podio
| Pos.    | Atleta           | Nazionalità   |
| ------- | ---------------- | ------------- |
| Oro     | Lorena Wiebes    | Paesi Bassi   |
| Argento | Jennifer Valente | Stati Uniti   |
| Bronzo  | Ally Wollaston   | Nuova Zelanda |

## Risultati
40 giri (10 km)
| Posizione | Atleta                 | Nazione       | Gap in giri |
| --------- | ---------------------- | ------------- | ----------- |
| 1         | Lorena Wiebes          | Paesi Bassi   |             |
| 2         | Jennifer Valente       | Stati Uniti   |             |
| 3         | Ally Wollaston         | Nuova Zelanda |             |
| 4         | Martina Fidanza        | Italia        |             |
| 5         | Anita Stenberg         | Norvegia      |             |
| 6         | Lee Sze Wing           | Hong Kong     |             |
| 7         | Sophie Lewis           | Gran Bretagna |             |
| 8         | Olivija Baleišytė      | Lituania      |             |
| 9         | Ellen Klinge           | Danimarca     |             |
| 10        | Alžbeta Bačíková       | Slovacchia    |             |
| 11        | Maja Tracka            | Polonia       |             |
| 12        | Maho Kakita            | Giappone      |             |
| 13        | Marion Borras          | Francia       |             |
| 14        | Lena Charlotte Reißner | Germania      |             |
| 15        | Petra Ševčíková        | Rep. Ceca     |             |
| 16        | Maria Martins          | Portogallo    |             |
| 17        | Keira Will             | Australia     |             |
| 18        | Lily Plante            | Canada        |             |
| 19        | Cybèle Schneider       | Svizzera      |             |
| 20        | Antonieta Gaxiola      | Messico       |             |
| 21        | Lani Wittevrongel      | Belgio        |             |
| 22        | Marina Garau           | Spagna        | −1          |
| –         | Anna Kolyzhuk          | Ucraina       | Ritirate    |
| –         | Fanny Cauchois         | Laos          | Ritirate    |